# Dorfkirche Thränitz

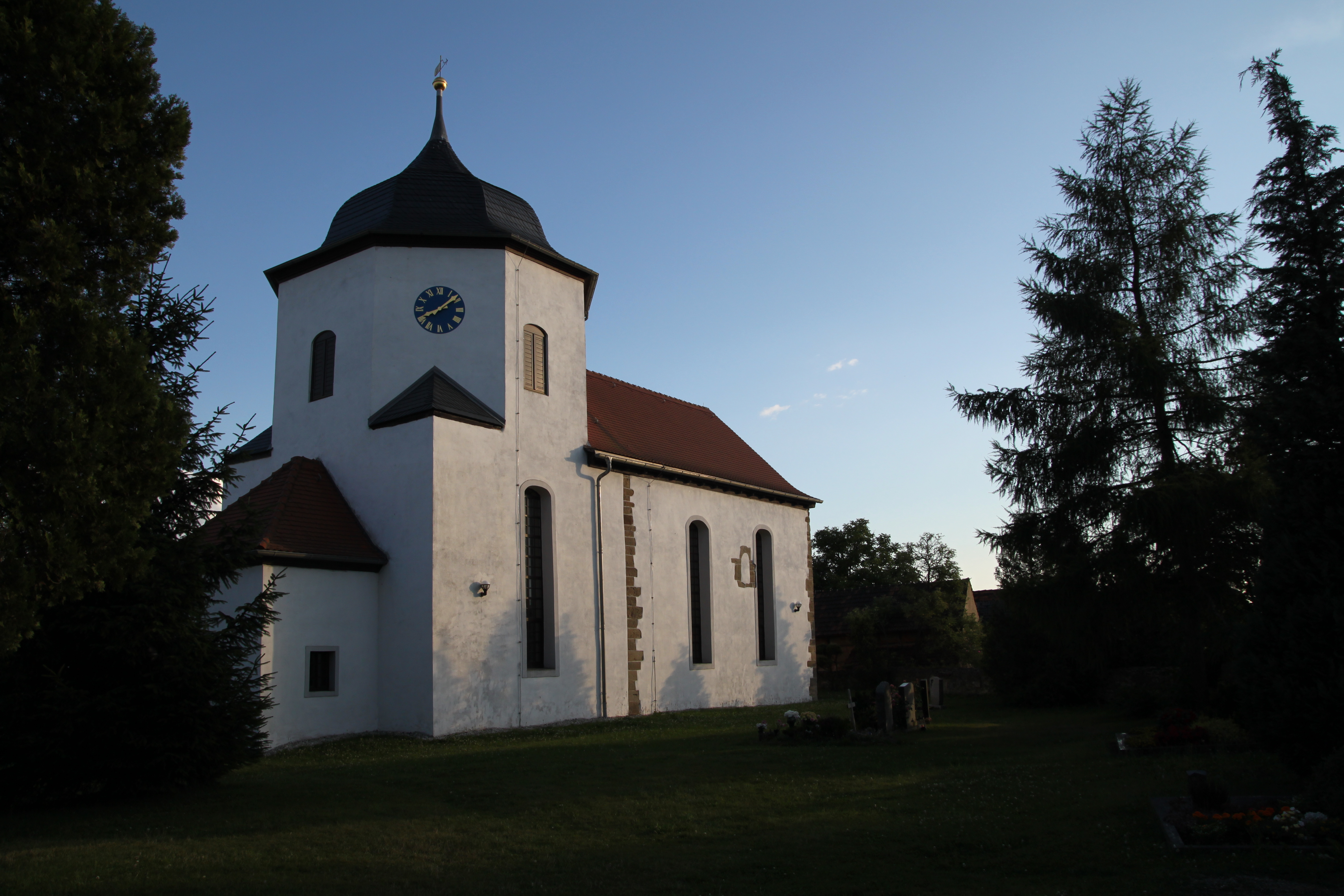
Thränitz, Dorfkirche mit Friedhof

Die evangelische Dorfkirche Thränitz steht im Ortsteil Thränitz der kreisfreien Stadt Gera in Thüringen.

## Geschichte
1719 bis 1722 wurde die romanische einschiffige Kirche barock ausgebaut. Über dem quadratischen Chor ist ein eingeschossiger, oktogonaler Turmaufsatz mit geschweifter Haube aufgebracht. Im Inneren befinden sich seit einer Umgestaltung und Erneuerung im Jahr 1922 auf der Nord- und Südseite Emporen, eine bemalte Balkendecke und ein klassizistischer Kanzelaltar. Der Kanzelkorb befindet sich an der Südseite des Triumphbogens. Auf der Empore befindet sich eine wieder instandgesetzte Orgel von 1850.
Im Jahr 2000 erfolgte die Neueindeckung des Kirchenschiffes und der Innenraum wurde farblich erneuert. 2001 wurde außen verputzt und das Sichtmauerwerk wurde restauriert.